# バースト

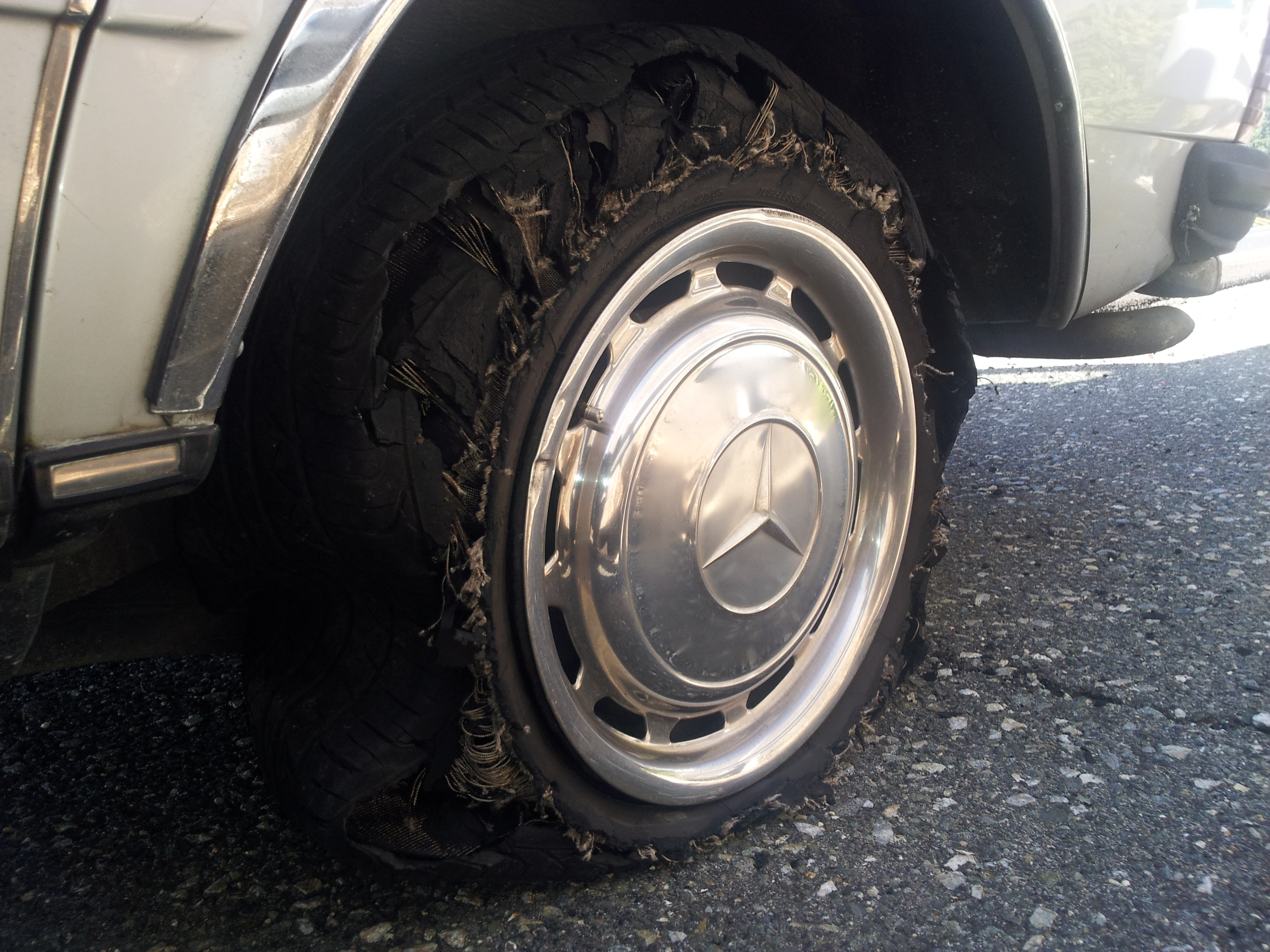
高速道路走行中にバーストしたタイヤ。

バースト（英: Burst）は、タイヤが破裂すること。トレッド部やサイドウォール部が一気に破壊され、タイヤの機能が失われるため、深刻な事故を招くことが多い。高速走行を行う航空機の離着陸滑走やモータースポーツでは、飛散したタイヤが機体や車体の一部を破壊することもある。

## パンクとの違い
パンクは、タイヤに生じた穿孔や亀裂、ビードとホイールリムの間やバルブのわずかな隙間などから空気が漏れる状態にあるのに対し、バーストはタイヤの構造が一気に破壊される状態となる。前者は穿孔部分をふさぐことで修復可能であるが、後者は不可能である。

## 原因
タイヤ自体の老朽化による微細な亀裂の進行やピンチカットの進行、不適正な空気圧（特に空気圧不足）や過剰な積載重量などが原因で生じる。
自動車においては、縁石などに衝突してできた傷も原因となることがあり、しばしば高速道路での高速走行が追い打ちを掛けている状態が多い。これらは、日常点検や定期的な交換などで回避が可能である。自動車事故では、道路外への逸脱や単独スピンのほか、後続車を巻き込んだ多重衝突の原因となることも多い。大型車などのタイヤともなると圧力も大きく、風圧だけでも死亡するなどの重大な事故になる場合もある。2006年（平成18年）11月30日に大阪府堺市で発生したクレーン車事故の場合、信号待ちで停車中に左前部のタイヤがバーストを起こし、左側で同じく停車していたワゴン車が爆風に巻き込まれて大破した結果、乗っていた男児が重傷を負った。
ブリーディングCBU
極端な低空気圧による走行が原因で、タイヤサイド部のカーカスコードが切断する損傷をいう。